# Faveraye-Mâchelles
Faveraye-Mâchelles era una comuna francesa situada en el departamento de Maine y Loira, de la región de Países del Loira, que el 1 de enero de 2016 pasó a ser una comuna delegada de la comuna nueva de Bellevigne-en-Layon al fusionarse con las comunas de Champ-sur-Layon, Faye-d'Anjou, Rablay-sur-Layon y Thouarcé.

## Demografía
| Gráfica de evolución demográfica de Faveraye-Mâchelles entre 1800 y 2013 |
|                                                                          |

Los datos demográficos contemplados en este gráfico de la comuna de Faveraye-Mâchelles se han cogido de 1800 a 1999 de la página francesa EHESS/Cassini, y los demás datos de la página del INSEE.